# Bonviller
Bonviller település Franciaországban, Meurthe-et-Moselle megyében. Lakosainak száma 180 fő (2022. január 1.). Bonviller Bienville-la-Petite, Deuxville, Einville-au-Jard, Jolivet és Lunéville községekkel határos.

## Népesség
A település népességének változása:
| Lakosok száma | 149  | 155  | 165  | 182  | 188  | 186  | 183  | 177  | 175  | 180  |
|               | 1968 | 1982 | 1990 | 2006 | 2013 | 2015 | 2017 | 2019 | 2020 | 2022 |